# Mitsubishi Kinsei
Mitsubishi Kinsei (яп. 金星 мицубиси кинсэй, букв. «Венера») — японский поршневой авиационный двигатель. Являлся радиальным двухрядным 14-цилиндровым звездообразным двигателем воздушного охлаждения. Разработан компанией Mitsubishi Heavy Industries на основе купленной в 1934 году лицензии на американский 9-цилиндровый двигатель Pratt and Whitney R-1689 Hornet для ВВС Японского императорского флота. Внутрифирменное обозначение проекта было A8. Наименования двигателей, поставляемых на флот звучало MK8 Kinsei.
К середине войны двигатель был так же принят на вооружение ВВС Японской императорской армией под наименованием Ha-112. Унифицированным обозначением двигателя стало Ha-33.
Всего было произведено 12 228 двигателей.

## История проектирования
В 1934 году Mitsubishi решает купить права на лицензионное производство американского радиального двигателя Pratt & Whitney R-1690 Hornet. На основе исходной 9-цилиндровой «звезды» будет разработан ряд производных двигателей, с удвоением количества цилиндров путем добавления второго ряда. Однако с целью обеспечения наилучшего охлаждения воздушным потоком задних цилиндров, оба ряда сконструировали только 7-цилиндровыми.
При развитии двигателя использовался также опыт, накопленный в техническом сотрудничестве с союзной Германией, в которой так же выпускался лицензионный вариант «Хорнета» под названием BMW 132.
Диапазон мощности двигателей Kinsei простирался от 1000 и 1700 л. с. (750 кВт — 1300 кВт)

## Модификации
- Kinsei 3 — изначальная версия лицензионного Pratt and Whitney R-1689 Hornet со взлетной мощностью 840 л. с. (618 кВт)
- Kinsei 41 — 1075 л. с.
- Kinsei 42 — 1075 л. с.
- Kinsei 43 — 1000 л. с. (735 кВт), 1080 л. с. (805 кВт)
- Kinsei 44 — 1000 л. с., 1070 л. с. (787 кВт)
- Kinsei 45 — 1075 л. с.
- Kinsei 46 — 1070 л. с.
- Kinsei 48 — 1080 л. с.
- Kinsei 51 — 1300 л. с.
- Kinsei 53 — 1300 л. с.
- Kinsei 54 — 1200 л. с., 1300 л. с. (956 кВт)
- Kinsei 62 — окончательное развитие двигателя с непосредственным впрыском, центробежным компрессором с двумя скоростями, принятием системы форсирования, аналогичной немецкой MW 50. Максимальная выходная мощность 1500 л. с. (1103 кВт)

## Применение
- Aichi D3A
- Aichi E13A
- Aichi E16A Zuiun
- Aichi M6A2
- Kawanishi H6K
- Kawanishi N1K5-J
- Kawasaki Ki-96
- Kawasaki Ki-100
- Kawasaki Ki-102
- Kyushu J7W1
- Mitsubishi A6M8
- Mitsubishi A7M2
- Mitsubishi B5M
- Mitsubishi G3M
- Mitsubishi Ki-46-III
- Nakajima C6N4
- Nakajima G8N2
- Nakajima Ki-43-IIIb
- Nakajima/Mahshu Ki-116
- Showa/Nakajima L2D2 — L2D5
- Yokosuka D4Y3 — D4Y4
- Yokosuka P1Y5